# Phachi (huyện)
Phachi (tiếng Thái: ภาชี) là huyện ở phía đông tỉnh Ayutthaya.

## Lịch sử
Huyện được lập năm 1953 thông qua việc tách từ Uthai.

## Địa lý
Các huyện giáp ranh (từ phía bắc theo chiều kim đồng hồ) là Tha Ruea thuộc tỉnh Ayutthaya, Nong Saeng và Nong Khae của tỉnh Saraburi, và Uthai và Nakhon Luang của tỉnh Ayutthaya.

## Hành chính
Huyện này được chia thành 8 phó huyện (tambon).
| 1. | Phachi       | ภาชี       |  |
| 2. | Khok Muang   | โคกม่วง    |  |
| 3. | Rasom        | ระโสม     |  |
| 4. | Nong Nam Sai | หนองน้ำใส  |  |
| 5. | Don Ya Nang  | ดอนหญ้านาง |  |
| 6. | Phai Lom     | ไผ่ล้อม     |  |
| 7. | Krachio      | กระจิว     |  |
| 8. | Phra Kaeo    | พระแก้ว    |  |